# Từ Hán-Triều
Từ Hán-Triều hay Từ Hán-Hàn là từ vựng tiếng Triều Tiên có nguồn gốc trực tiếp hay gián tiếp từ tiếng Trung Quốc qua Hanja (Hán tự) và các từ được tạo thành từ chúng - Hanja-eo (한자어; 漢字語; "Hán tự ngữ").
Hanja được đưa vào bán đảo Triều Tiên trong suốt thời kì nhà Hán của Trung Quốc (202 TCN–220 CN)—chủ yếu thông qua bài thơ Thiên Tự Văn (Cheonjamun 千字文)—và sự du nhập của chúng vào Triều Tiên gắn liền với sự truyền bá đạo Phật.
Những từ hay dùng nhất trong tiếng Hàn có nguồn gốc bản địa.
Các từ Hán-Triều ngày nay chiếm khoảng 60% từ vựng tiếng Triều Tiên.